# Dermatoglífia
A bőrlécrendszertan vagy dermatoglífia (dermatoglyphia) az a tudományág, amely a tenyéren és a talpon található redőkkel és bőrlécekkel foglalkozik. A dermatoglífia műszót a New Orleans-i Tulane egyetem professzora, H. Cummins alkotta meg a derma ’bőr’ és glyphe ’véset, rajzolat’ szavakból. Magyarra bőrrajzolatként lehetne fordítani, de a magyar szakemberek a németből tükörfordítással átvett bőrlécrendszer (Hautleistensystem) szót használják.

## Bőrlécrendszer az állatvilágban
A bőrlécrendszer a majmokra éppúgy jellemző mint az emberre, sőt még néhány más állatnál is megtalálható, erszényeseknél (például a koalánál) és a rovarevő emlősök között (pl.: sün). Érdekesség, hogy az ember bőrlécrendszere kevésbé differenciált mint az óvilági majmoknak, leginkább a cerkóffélékéhez hasonlít.

## A bőrlécrendszer szerepe
A bőrlécrendszer funkciójának kiderítésében a legnagyobb segítségünkre a dél-amerikai majmok voltak, nekik ugyanis nemcsak a végtagjaikon, hanem a farkuk belső oldalán is - mely szőrtelen - található bőrlécrendszer. Tehát a bőrlécrendszernek mint kapaszkodást segítő súrlódó bőrfelületnek van szerepe a majmok életében. Ez árulkodik őseink korai életmódjáról is, igaz mi már kissé kevesebbet mászkálunk a fákon mint elődeink.

## A bőrlécrendszer kialakulása és jellegeinek öröklődése
A bőrlécek (papillarisok) kialakulása már az embrionális élet 3-4. hónapjában elkezdődik, először az ujjbegyeken, majd a tenyéren és végül a talpon.
Elsőként párnaszerű kiemelkedések alakulnak ki a kéz tenyéri és a láb talpi felszínén, valamint az ujjbegyeken. Ezután jönnek létre az irhában a verejtékmirigyek, majd ezek alakítják ki a bőr felszínén kiemelkedő bőrléceket, amelyek a végleges formájukat a 6-7. hónapban érik el. Ettől az időponttól kezdve a bőrlécrendszeri jellegek milyensége nem, csak a bőrlécek vastagsága és a rajzolat nagysága változik, a kéz növekedésének befejeződéséig. Ezért használhatók az ujjlenyomatok a személyazonosításra.
A bőrlécrendszeri jellegeket többen is tanulmányozták, Sir Francis Galton, Sarah Holt, Kristine Bonnevie, stb. Kristine Bonnevie az 1920-as években kimutatta, hogy az ujjbegyi rajzolatok kialakulása olyan bonyolult folyamat, amelyben 3 egymástól független tényező hatása állapítható meg. Ezek közül az első a rajzolatot alkotó bőrlécek számával, a második a rajzolat szélességi-magassági arányával, a harmadik pedig a rajzolat csavarodási tendenciájával kapcsolatos. A bőrlécek számában is három egymástól független hatás érvényesül:
a V faktor az embrió ujjbegyi párnáit fedő bőr vastagságát, az R faktor a kéz radiális (orsócsonti) oldalán lévő 2. és 3. ujj begyének, az U faktor pedig az ulnáris (singcsonti) helyzetű 4. és 5. ujj begyének párnázottságát befolyásolja. Más kutatók is megállapították, hogy a bőrlécrendszeri jellegek öröklődése bonyolult, sok tényező befolyásolja, ezért ma még nem lehet az öröklésmenetet pontosan meghatározni, csak az örökletes hatások léte állapítható meg.Bonnevie megkísérelte ennek a nagyságát számszerűen is kifejezni. Rokonságban nem lévők, testvérek, valamint egy- és kétpetéjű ikrek esetében számolta ki az ujjbegyi rajzolatokat alkotó bőrlécek korreláiós együtthatóját. Ennek az 'r' betűvel jelölt együtthatónak az értéke 0 és 1 között változhat (a magasabb szám nyilván nagyobb hasonlóságot, szorosabb függőséget jelöl):
- rokonságban nem lévőknél	r=-0.270
- testvéreknél			r=+0.595
- kétpetéjű ikreknél		r=+0.535
- egypetéjű ikreknél		r=+0.924

Ebből is látható, hogy még az egypetéjű ikrek sem hasonlítanak mindenben egymásra, hiszen az ujjlenyomataik között is van némi eltérés.

## Bőrlécrendszertan

### Ujjbegyi rajzolatok

#### Rajzolatok típusai
Az ujjbegyi rajzolatoknál 3 alapvető típust különböztetünk meg, az ívet, a hurkot és az örvényt. Az ívrajzolatok esetében kétféle típus van: az egyszerű ív, melynek nincs trirádiusza, és a tornyos ív aminek egy fordított trirádiusa van, melynek disztális vége vakon végződik. Az egyszerű ív jele: A, az angol arch=ív szóból, a tornyos ív jele: T, az angol tented arch=sátras ív rövidítése.
A hurokrajzolatok 1 valódi trirádiusszal rendelkeznek. A hurkok lehetnek radiálisak (jele:R) vagy ulnárisak (jele:U). A rajzolatot alkotó bőrlécek az ujj radiális vagy ulnáris oldaláról kiindulva ugyanoda kanyarodnak vissza.Ahol visszafordulnak ott található a trirádius.
Az örvényrajzolatoknak több típusa is létezik, jellemzően 2 valódi trirádiusuk van. Az örvények (jele:W=whirl) egymástól nagyságukban, alakjukban, a közepüket alkotó bőrlécek formájában, a trirádiusok helyzetében és a rajzolatot alkotó bőrlécek lefutásában különbözhetnek.
Továbbá vannak még az összetett rajzolatok, melyeknek kettőnél több triradiusa van, ezek sokféle variációja előfordulhat (ikerhurkok, örvény és hurok, ív és hurok stb.).

#### Mintázatok előfordulási valószínűsége
Az ujjbegyi rajzolatok előfordulási gyakoriságában jellemző tendenciák figyelhetők meg. Ilyen például az, hogy a mongolidoknál viszonylag nagy az örvények előfordulási valószínűsége, míg az europidoknál kisebb.A különböző rajzolatok előfordulási gyakorisága is eltérő, más ujjanként és más a tíz ujjon összesen. Az europidoknál például a legnagyobb az ulnáris hurkok gyakorisága (50~60%), majd az örvények következnek (30~40%), a radiális hurok, az ív és a tornyos ív gyakorisága pedig általában igen alacsony (1~3%). Az örvények leggyakrabban a gyűrűs- és a hüvelykujjon fordulnak elő. Az ulnáris hurok gyakorisága kisujjon a legmagasabb, itt csak elvétve található más rajzolat, de - a mutatóujj kivételével - a többi ujjon is gyakori. A radiális hurkok főleg a mutatóujjon találhatók, de ott viszonylag gyakran. Ívrajzolatok minden ujjon megtalálhatók, de - a mutatóujj kivételével - csak ritkán. A tornyos ívek viszont szinte csak a mutató- és középső ujjon fordulnak elő, de ott is csak elvétve. Ezenfelül jellegzetes különbség van a két kéz, valamint a férfiak és a nők kezei között is. A jobb kézen például nagyobb az örvények és kisebb az ulnáris hurkok gyakorisága, a balon pedig fordítva. Ugyanez a helyzet a férfiak és nők esetében is, tehát a férfiaknál több örvény és kevesebb ulnáris hurok található, mint a nőknél.

### Interdigitális területek redői és mintázatai

#### Interdigitális triradiusok
A tenyér disztális részén, a 2-5. ujjak alatt általában 4 ún. interdigitális triradius található, amelyek jelölése az ulnáris oldaltól kiindulva: d, c, b és a. Ha mellettük még további ún. járulékos (akcessorikus) triradius is van, akkor ezek jelölése: d', c', b' és a'. A csukló feletti ún. axialis triradius jelölése:t. Ha az ulnáris tenyéri párnán(hypothenar) rajzolat, akkor több t, vagy distalisabban elhelyezkedő axialis triradius jelenik meg, ezek az alábbiak lehetnek:
- t = a tenyér közepe táján található
- t' = a t és a normális t axialis triradius között
- t"' = distalisan található a proximalis harántredő felett
- tb(border) = a tenyér ulnaris széléhez közel jelenik meg, egyes esetekben nem is található meg, csak a rajzolatból lehet kikövetkeztetni

Ha két szomszédos triradius közül csak az egy jelenik meg köztes helyzetben (zygodactylias),
akkor annak a jelölése: ab, bc, cd. Az interdigitális és az axialis triradiusból indulnak ki az un. tenyéri fővonalak: D, C, B, A és T. Az előzőeknél (D-A) a triradiusból proximalisan, az utóbbinál (T) pedig disztálisan kiinduló bőrléc a fővonal. A normálistól eltérő fővonalakkét fő típusa van. Az egyik ha a fővonal csak egy rövid szakaszként jelentkezik, jele: X. A másik, ha hiányzik a triradius, ilyenkor fővonal sincs, jele: O (open field).
Ezek segítségével megállapítható a tenyér fővonal-képlete. A fővonal-jelző pedig az A és a D fővonal összege, de itt a tenyér proximo-ulnaris szélét 1-6-ig, disztális szélét pedig 1-9-ig jelöljük.

#### Interdigitális párnák
A tenyére 6 párna található. Az interdigitális párnák, jelük: I, II, III, IV vagy I1, I2, I3 I4, és a thenar illetve a hypothenar. Az elemzésnél a thenartól az I1 terület nehezen választható el,
ezért inkább oda sorolják.